# هانس آنرود
هانس آنرود (انگلیسی: Hans Aanrud؛ زاده ۳ سپتامبر ۱۸۶۳ درگذشته ۱۱ ژانویهٔ ۱۹۵۳) یک نویسنده اهل نروژ بود.